# مايا هيرمان سيكيوليتش
مايا هيرمان سيكيوليتش (بالصربية: Маја Херман Секулић)‏ (17 فبراير 1949، بلغراد في صربيا)؛ شاعرة، كاتِبة، مترجمة وروائية صربية.